# Propagation sporadique E
La propagation sporadique E est une forme de propagation ionosphérique des ondes radio par réflexion sur des couches sporadiques notées Es, situées dans la région E de l'ionosphère.

## La couche E sporadique
La région E de l'ionosphère est située à environ 90 à 150 kilomètres d'altitude. Son altitude peut varier, et la densité d'électrons (ionisation) dépend de l'angle solaire par rapport au zénith et de l'activité solaire. Pendant les heures de jour, la densité d'électrons (une mesure du niveau d'ionisation) peut atteindre 105 électrons/cm3. La nuit, quand le flux des rayons X du soleil est coupé, le niveau d'ionisation tombe à 103 e/cm3. Ces densités d'ionisation sont évaluées dans des conditions normales, en absence d'E. sporadique.
Des "nuages" particulièrement ionisés, organisés en une simple couche ou en multi-couches, habituellement espacés d'environ 6 kilomètres, constituent la couche sporadique Es. Leur formation peut durer de quelques minutes à quelques heures. Les mécanismes de formation de cette couche sont mal connus. Sa probabilité d'apparition est inconnue et ses paramètres imprévisibles.
Quelques mécanismes théoriques possibles incluent des cisaillements des vents de niveau supérieur et l'activité géomagnétique.
L'apparition de ces phénomènes de façon intense se situe principalement dans la période des un à deux mois précédents et suivants le solstice d'été, soit de mai à août dans l'hémisphère nord.
Toutefois même pendant cette période, les phénomènes restent aléatoires : il peut n'y avoir aucun événement pendant trois semaines consécutives, ou des événements presque tous les jours pendant toute une semaine.

## La propagation radio Es
Des distances de communication de 300 à 2 500 km sont communes d'un "nuage" simple couche d'Es. Elles concernent essentiellement les très hautes fréquences. La variabilité de la distance de propagation en Es et des fréquences impliquées est due à la taille et à la densité des "nuages".
Les fréquences de 20 à 70 MHz sont les plus concernées par ce type de propagation (les bandes de fréquences des 27 MHz, 28 MHz et 50 MHz des radioamateurs, les canaux TV de la bande I, la bande FM des 66 à 73 MHz d'Europe de l'Est).
Lors des événements les plus intenses, des fréquences jusqu'à 250 MHz peuvent être reflétées (la bande FM des 88 à 108 MHz, la bande radioamateur des 144 MHz).
Ce type de propagation a pour caractéristiques principales d'être directif (seules sont concernées certaines zones géographiques, variables en fonction des événements ionosphériques) et très intense (des émetteurs de très faible puissance peuvent être reçus à des centaines de km, des émetteurs lointains peuvent brouiller des émetteurs locaux).
Du fait de son caractère aléatoire, ce type de propagation n'est pas utilisé par des services réguliers de télécommunication, qui au contraire y voient une nuisance à cause des risques de brouillages qu'il entraîne, mais essentiellement par les radioamateurs, les cibistes, et les amateurs de réceptions radio et TV exotiques ou écouteurs d'ondes courtes. Ce type de propagation a longtemps été pour ces derniers, avant l'apparition des satellites, le seul moyen de réception de stations TV étrangères à grande distance, activité connue sous le nom de "DX-TV".

## Réception en longue distance en 2014
En France, sur le sud du département du Finistère, à Locunolé, plusieurs réceptions de radios FM ont été constatés les 02 et 4 juillet 2014 via un simple autoradio de voiture.
- Réception de la radio "NRK P1" sur le "93.30 FM". Site d'émission de la station situé en Norvège près de la ville de Rognan. Puissance de l'émetteur d'ondes radioélectriques 29 kW. Distance émetteur/récepteur radio d'environ 2400 km.
- Réception de stations en langues arabes sur le "88.40" et "90.90 FM". Site de diffusion d'origine non localisé, mais ayant une distance minimum de 4000 km.